# Piskowitz (Nebelschütz)

Piskowitz auf einer Karte von 1884. Südlich des Ortes sind zahlreiche Kiesgruben verzeichnet.

Piskowitz, obersorbisch Pěskecyⓘ, ist ein Ort im Zentrum des Landkreises Bautzen in Ostsachsen und gehört seit 1994 zur Gemeinde Nebelschütz. Der Ort liegt in der Oberlausitz und zählt zum Kernsiedlungsgebiet der Sorben. Die Mehrheit der Einwohner spricht Sorbisch als Muttersprache.
Der Ortsname ist vom sorbischen Wort pěsk für „Sand“ abgeleitet und weist auf die Lage des Dorfes auf sandigem Boden hin.

## Geografie
Piskowitz befindet sich etwa sieben Kilometer östlich der Großen Kreisstadt Kamenz an der Straße nach Rosenthal. Der nördlichste Gemeindeteil von Nebelschütz liegt an einem schmalen Zufluss des Klosterwassers im sogenannten „Delany“, dem Niederland der Klosterpflege St. Marienstern, umgeben von ausgedehnten Kiefernwäldern.
Die südliche Umgebung ist sanft-hügelig und steigt im Galgenberg Richtung Wendischbaselitz auf 200 Meter Höhe an. Dagegen ist der Norden flach und fällt leicht ab. Piskowitz grenzt an drei Seiten direkt an ausgedehnte Waldgebiete; nur nach Norden hin ist die Umgebung etwas geöffnet. Die Nachbarorte sind Schmerlitz im Nordosten, der Wallfahrtsort Rosenthal im Osten, Wendischbaselitz im Süden und Deutschbaselitz im Westen. Im Norden befindet sich etwa fünf Kilometer entfernt der Ort Milstrich.

## Geschichte

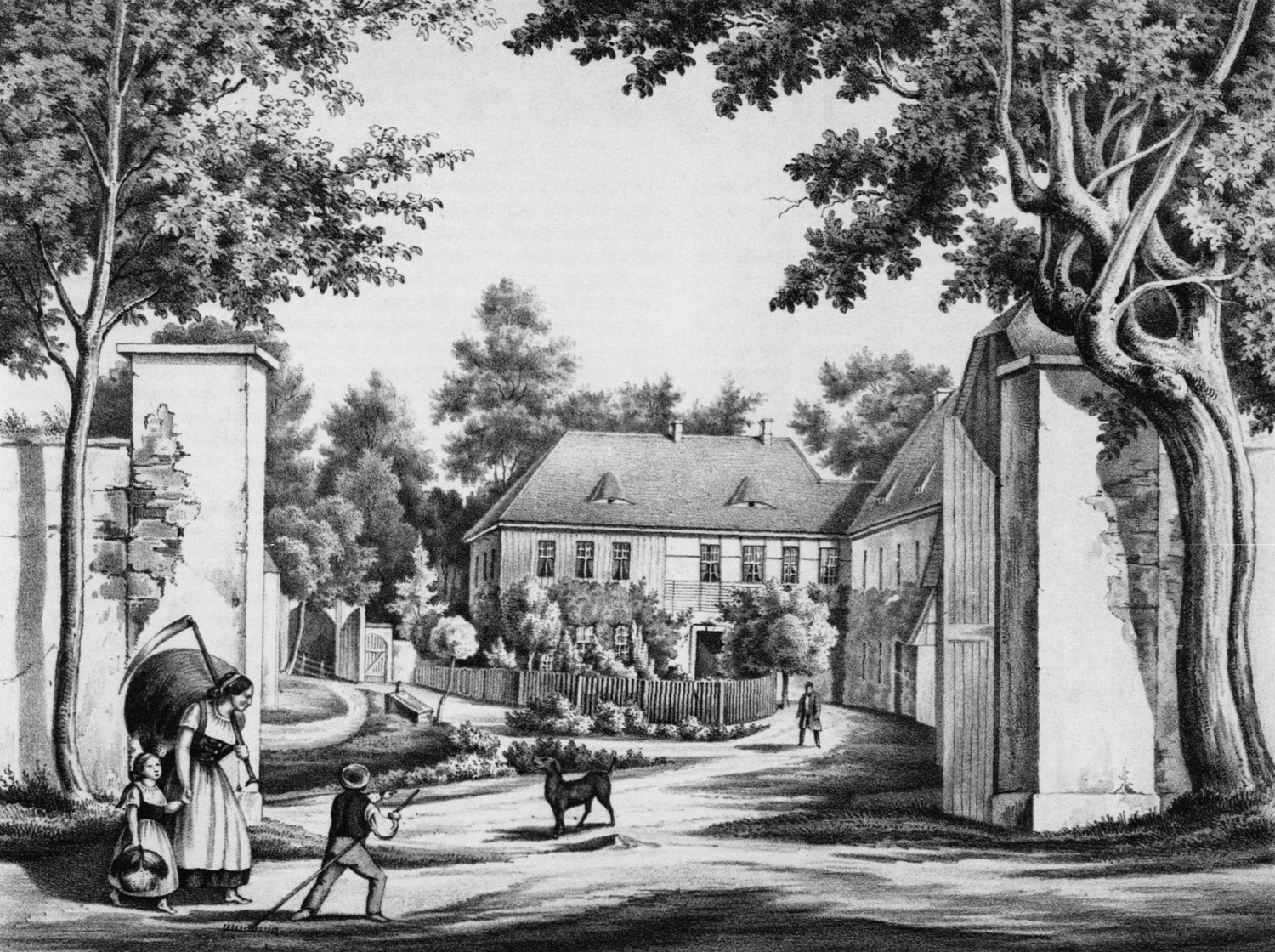
Das Rittergut Piskowitz um 1860

Nördlich von Piskowitz erinnern 17 Hügelgräber daran, dass die nähere Umgebung schon in der Bronzezeit besiedelt war.
Der Ort entstand um ein Rittergut, das schon 1222 als Vasallengut der Kamenzer Burggrafen genannt wurde, wo es dem Ritter Hermann Sexta gehörte. Das Gut wechselte mehrfach seine Besitzer. Die bekanntesten waren die Herren aus dem Hause Zezschwitz. Die Existenz des Gutes endete mit der Bodenreform 1946.
Der Ort selbst wird erstmals 1280 als Pezkwicz erwähnt. Nach der Ortsanlage handelt es sich um ein Platzdorf.
Am 18. Februar 1945 flohen Victor Klemperer und seine Frau aus dem brennenden Dresden nach Piskowitz. Sie wohnten bei ihrer ehemaligen Hausangestellten (1925–1929) Agnes Scholze. Klemperers fühlten sich wegen der „Abgeschiedenheit des Nestes“ und der „antinazistischen Bevölkerung“ dort relativ sicher.
Bis 1974 war Piskowitz eine eigenständige Landgemeinde; dann wurde es zunächst nach Rosenthal eingemeindet und zur sächsischen Kreisreform am 1. Januar 1994 nach Nebelschütz umgegliedert.

## Bevölkerung
Für seine Statistik über die sorbische Bevölkerung in der Oberlausitz ermittelte Arnošt Muka in den achtziger Jahren des 19. Jahrhunderts eine Bevölkerungszahl von 197 Einwohnern; darunter waren 187 Sorben (95 %) und zehn Deutsche. Ernst Tschernik zählte 1956 in der Gemeinde einen sorbischsprachigen Bevölkerungsanteil von noch 83,8 %.
Im Jahr 1964 hatte Piskowitz 235 Einwohner. Nach 1990 hat die Einwohnerzahl leicht abgenommen. Die Mehrheit der Einwohner sind Sorben.
Religion

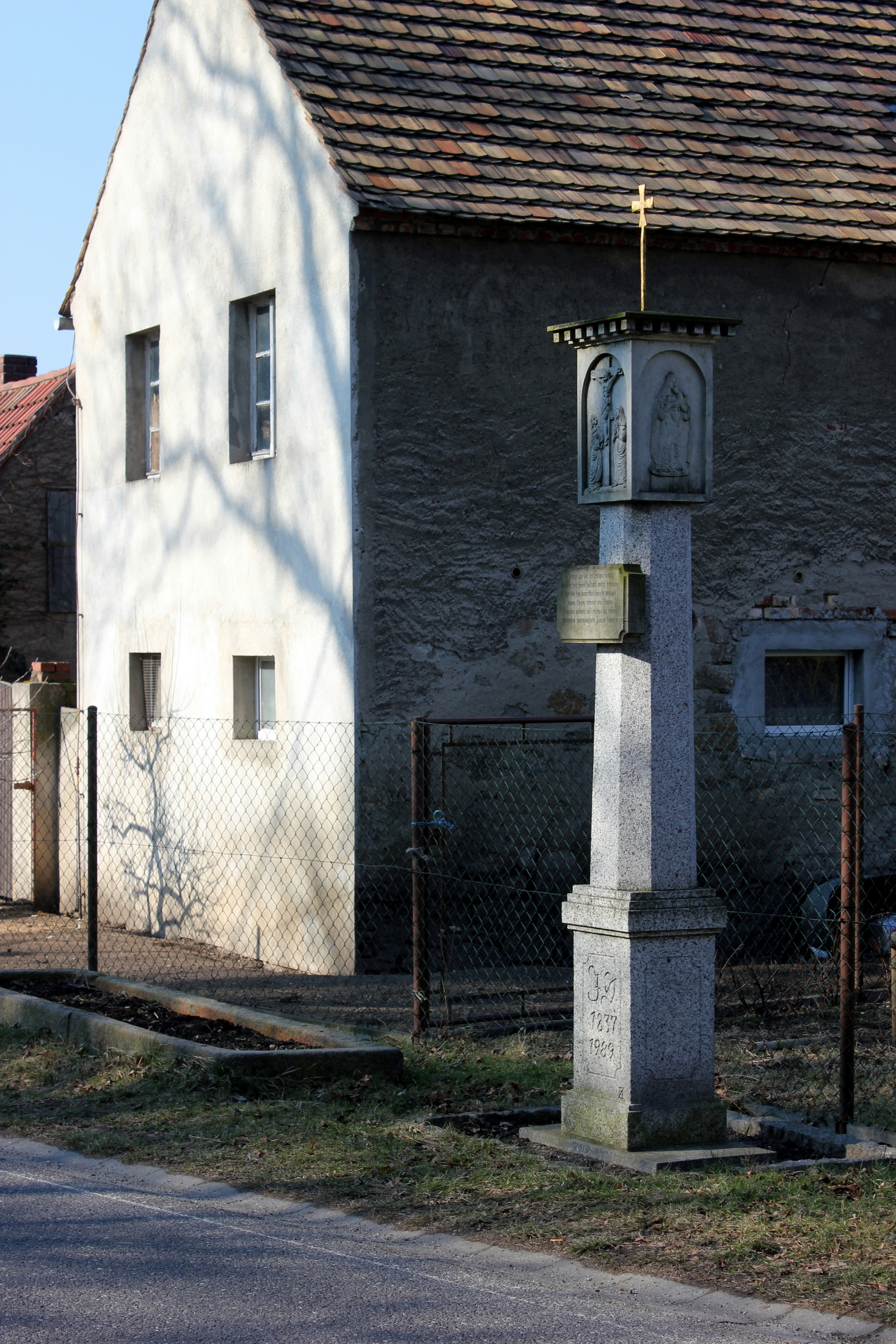
Betsäule an der Kamenzer Straße

1925 waren 156 der 186 Einwohner katholischen Glaubens (84 %).
Der Ort ist römisch-katholisch seit alters nach Nebelschütz gepfarrt, mit einer Unterbrechung von 1716 bis 1765, als Piskowitz zur Pfarrgemeinde Ralbitz zählte. Nahe dem ehemaligen Rittergut befindet sich die Dorfkapelle.

## Wirtschaft
Bis ins 20. Jahrhundert hinein wurde in den sumpfigen Gebieten nördlich des Ortes Torf gestochen, sowie südlich von Piskowitz im kleineren Rahmen Kiesgruben betrieben. 1947 wurde ein Braunkohletagebau im Wald zwischen Wendischbaselitz und Piskowitz aufgeschlossen, der bis 1959 aktiv war. Das später geflutete Restloch dient heute als Wassersportübungsgelände und Badegewässer.
Der größte ortsansässige Arbeitgeber ist die E. ZIEGLER Metallbearbeitung AG, die 200 Mitarbeiter in Verwaltung und Produktion beschäftigt.

## Kultur
Piskowitz verfügt über einen Waldsportplatz an der Straße nach Wendischbaselitz, der vom Sportverein Piskowitz (Sportowe towarstwo Pěskecy) genutzt wird. Hier befindet sich auch der Jugendclub des Dorfes (Młodźinski klub Pěskecy). Des Weiteren befindet sich im Mittelpunkt des Dorfes die ortsansässige Freiwillige Feuerwehr (wohnjowa wobora) mit ihrem Feuerwehrhaus. Sie ist eine von drei Feuerwehren in der Gemeinde Nebelschütz. Die beiden anderen Feuerwehren befinden sich in den Ortsteilen Nebelschütz und Miltitz.

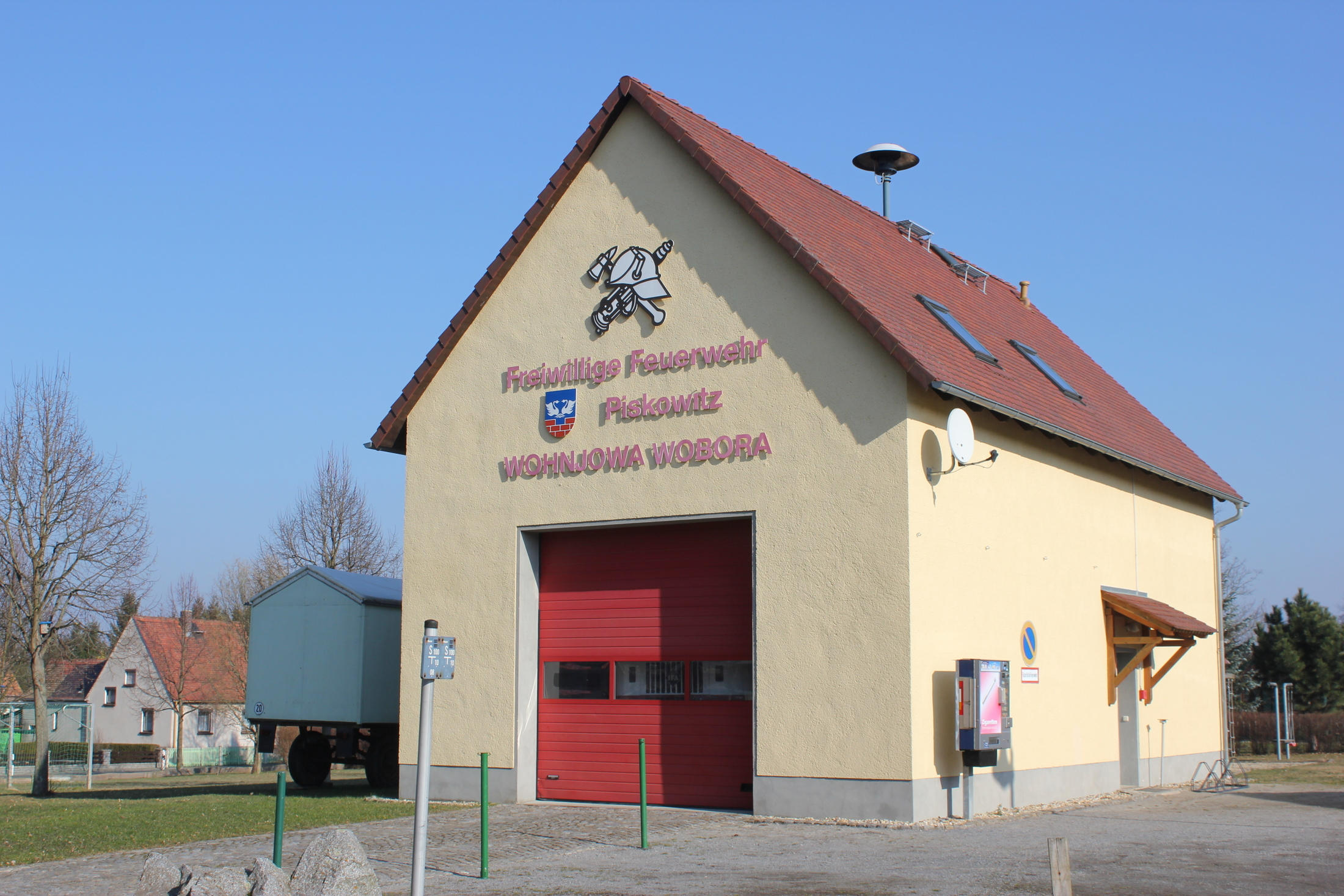
Feuerwehrhaus der Freiwilligen Feuerwehr / wohnjowa wobora Piskowitz

## Persönlichkeiten
- Hans Gottlob von Zezschwitz (1736–1818), sächsischer General der Kavallerie
- Joachim Friedrich Gotthelf von Zezschwitz (1740–1820), sächsischer General der Kavallerie
- Martin Walde (* 1951), sorbischer Kulturwissenschaftler